# Adriano Duarte
Adriano Duarte Mansur da Silva est un footballeur professionnel né le 30 janvier 1980 à Ponte Nova (Brésil). Il évolue au poste de défenseur central.

## Carrière
Ancien joueur de futsal, il est arrivé au FC Nantes lors du mercato d'été 2006, en provenance du club brésilien de Juventude. Adriano n'a joué aucun match avec le club français.
Après un essai de quelques jours, il convainc les dirigeants du club belge de Mons, et s'engage pour 18 mois.

## Palmarès
- 2001 : Champion du Championnat du Minas Gerais (América Mineiro)